# Carl Wentorf
Pour les articles homonymes, voir Wentorf.
Carl Wentorf, né le 25 avril 1863 à Copenhague dans la région du Hovedstaden et mort le 24 novembre 1914 dans la même ville, est un peintre danois.

## Biographie
Carl Wentorf naît en 1863 à Copenhague. Il suit les cours de l'Académie royale des beaux-arts du Danemark de 1881 à 1887 et expose pour la première fois lors de l'exposition de printemps de Charlottenborg ou il présente un portrait du peintre danois Carl Frederic Aagaard.
Dans les années 1890, il bénéficie du soutien de l'Académie et de mécènes privés qui financent de nombreux voyages en Europe, notamment en Allemagne, en France, en Italie et aux Pays-Bas. Il expose régulièrement à Charlottenborg et prend part à des expositions à l'étranger. Son style réaliste s'inspire notamment des travaux de Frederik Vermehren. En 1901, il reçoit la médaille Eckersberg. 
Il décède en 1914 à Copenhague à l'âge de 51 ans.
Ces œuvres sont notamment visibles au Statens Museum for Kunst, au Fuglsang Art Museum (en), au Stiftsmuseum Maribo (en) et au musée Hirschsprung.

## Prix et récompenses notables
- Médaille Eckersberg en 1901 et 1902.